# Cymbovula acicularis
Cymbovula acicularis är en snäckart som först beskrevs av Jean-Baptiste Lamarck 1810.  Cymbovula acicularis ingår i släktet Cymbovula och familjen Ovulidae. Inga underarter finns listade i Catalogue of Life.